# Tournée (rugby à XV)
Pour les articles homonymes, voir Tournée (homonymie).
Une tournée est une série de test matchs de rugby à XV disputée de manière consécutive en déplacement (rencontres en dehors de toute compétition officielle). 
Au début de l'été, les équipes nationales des pays de l'hémisphère Nord quittent l'Europe pour disputer des rencontres dans l'hémisphère Sud.
Inversement, au mois de novembre, les équipes nationales des pays de l'hémisphère Sud viennent en Europe pour disputer des matchs (tournée d'automne, tests d'automne ou tournée de fin d'année). 
En fin d'année, typiquement, à l'affiche sont les équipes nationales d'Afrique du Sud, d'Australie et de la Nouvelle-Zélande, mais les équipes d'Argentine, du Canada, des États-Unis des Fidji, des Samoa des Tonga  de Géorgie, de Roumanie, de Russie et du Japon sont également accueillies.
Les tournées ont acquis une dimension symbolique élevée propre au rugby à XV, et ce ne sont pas seulement des matchs « amicaux », l'engagement y est entier.

## Équipes de tournée
Les Lions britanniques et irlandais (auparavant appelés  Lions britanniques) ou simplement Lions, est une équipe composée des meilleurs joueurs d'Angleterre, d'Écosse, du pays de Galles et d'Irlande. C'est une équipe de tournée et seulement de tournée.
L'équipe des Pacific Islanders a repris le même concept pour représenter les îles du Pacifique en tournée, de 2004 à 2008.

## Grand Chelem
Un Grand Chelem est un terme utilisé lorsqu'une équipe nationale australe remporte tous ses matchs lors d'une tournée contre les nations britanniques et irlandaise.[réf. nécessaire]
| Afrique du Sud   | 1912-1913, 1931-1932, 1951-1952, 1960-1961 |
| Nouvelle-Zélande | 1978, 2005, 2008, 2010                     |
| Australie        | 1984                                       |